# Застава Белгије
Застава Белгије се састоји из три вертикална поља (гледајући од јарбола) црне, жуте и црвене боје. Вертикални распоред боја базиран је на застави Француске, а боје су узете са грба војводства Брабант, а све ово води порекло из револуције против холандске доминације над Белгијом. Неуобичајена размера 13:15 непознатог је порекла.
Застава је усвојена 23. јануара 1831. године, убрзо после независности Белгије 1830. године. Застава је подсећала и на заставу коришћену у ранијој револуцији против Аустријанаца 1789. године, али је тадашња застава била са хоризонталним пољима, што је замењено услед сличности са немачком заставом.

## Галерија
- Цивилна застава Белгије
- Застава Белгије
(1830)
- Лична стандарта краља Алберта II
- Застава авијације
- Застава морнарице